# Číhaň
Obec Číhaň (německy Tschihan) se nachází v okrese Klatovy, kraj Plzeňský. Nachází se 11 km jihovýchodně od Klatov jižně od silnice I/22 Klatovy–Strakonice. Žije zde 212 obyvatel.
Na dvoře čp. 40 ve středu vsi roste památná a chráněná lípa.

## Historie
První písemná zmínka o obci pochází z roku 1552.
Od 1. ledna 1980 do 23. listopadu 1990 byla vesnice spolu se svou částí Nový Dvůr a Plánička součástí města Plánice a od 24. listopadu 1990 se stala samostatnou obcí.

## Osobnosti
Narodil se tu a působil Josef Kovařík (1855–1940), zemědělec a politik, okresní starosta a poslanec zemského sněmu.

## Části obce
- Číhaň
- Nový Dvůr
- Plánička

## Hospodářství
Nachází se zde společnost Farma Číhaň s.r.o., která má provozovnu např. v Plánici.

## Sport
Konaly se zde enduro motocyklové závody (2011, 2012).